# Сармеде
Са̀рмеде (на италиански: Sarmede и на венециански: Sarmede) е малко градче и община в Северна Италия, провинция Тревизо, регион Венето. Разположено е на 103 m надморска височина. Населението на общината е 3202 души (към 2014 г.).